# Gianni Roghi
Gianni Roghi (Milano, 16 giugno 1927 – Bangui, 10 marzo 1967) è stato un giornalista e fotografo italiano.
Come giornalista collaborò con Milano Sera, La Gazzetta dello Sport, il Tempo, Il Giorno, l'Europeo e Mondo Sommerso.
Appassionato di automobilismo, fu proprietario di una Ferrari 250 Gt Swb (chassis 2209GT) realizzata dalla Carrozzeria Sports Cars di Piero Drogo.
Il 3 marzo 1967 venne assalito da un elefante che stava filmando nella Repubblica Centro Africana mentre era al seguito di una spedizione del prof. Cavalli-Sforza. Morì una settimana dopo, per le gravissime lesioni riportate al torace.

## Opere
- Caccia subacquea, ed. Sperling & Kupfer, 1948
- Pesci e fucili, ed. Sperling & Kupfer, 1952
- Dahlak, Aldo Garzanti Editore, 1954
- Uomini e pesci, ed. Sperling & Kupfer, 1955
- Il sommozzatore, ed. Pescasport, 1960
- L'archeologo, ed. Vallecchi, 1961
- Homunculus, ed. Rizzoli, 1964
- I selvaggi, con prefazione di Luca Cavalli Sforza, De Donato Editore, 1967
- Viaggio nella magia, ed. Reporter, 1968

## Riconoscimenti
- Premiolino per l'articolo "Morte sulla curva" (1961)[1]
- Award alla Memoria della Historical Diving Society Italia, HDS Italia (2001)[2]